# شاهد ۱۲۹
شاهد ۱۲۹ یک پهپاد تاکتیکی چند منظوره ایرانی است که توسط سپاه پاسداران انقلاب اسلامی طراحی و تولید شده‌ است. این پهپاد در شهریور سال ۱۳۹۲ رونمایی شد.
گفته می‌شود که ۴۲+ فروند «شاهد ۱۲۹» شامل دو فروند پیش‌نمونه تا به امروز ساخته شده‌است. از این تعداد سه فروند ساقط شده و یک فروند دیگر که در کنارک دچار سانحه شده بود بازسازی شده‌است. پهپادهای شاهد ۱۲۹ در حال حاضر در کشور های ایران ، روسیه و سوریه در حال خدمت است. 

## ویژگی‌ها
طول: ۸ متر

فاصله دو سر بال: ۱۶ متر

قطر بدنه استوانه‌ای: ۶۵ الی ۷۵ سانتیمتر

ارتفاع: ۳٫۱ متر

جنس: کامپوزیت

سکان: عمودی «وی» (V) شکل

قابلیت حمل سلاح: ۴۰۰ کیلوگرم

موتور: موتور روتاکس۹۱۴ (Rotax ۹۱۴) چهار سیلندر پیستونی

سامانه کنترل و ارتباط: ساخت شرکت صا ایران (صنایع الکترونیک ایران)

ملخ:سه‌گانه

دوربین نظارتی و هدف‌گیری: ساخت صنایع اپتیک ایران موسوم به عقاب-۶

شعاع عملیاتی: ۱۷۰۰ کیلومتر

استقامت: ۲۴ ساعت

سقف سرویس: ۲۵۰۰۰ فوت (۷۶۲۰ متر)

منبع:بابک تقوایی (۶ تیر ۱۳۹۶). «شاهد ۱۲۹، ستون فقرات نیروی پهپادی ایران». بی‌بی‌سی فارسی.
به گفته سردار سرلشکر محمدعلی جعفری، فرمانده سابق کل سپاه پاسداران انقلاب اسلامی ایران، پهپاد «شاهد ۱۲۹» با مداومت پروازی ۲۴ ساعت و شعاع عملیاتی ۱۷۰۰ کیلومتر می‌تواند مأموریت‌های خود را در حوزه‌های شناسایی و رزمی انجام دهد. کنترل و هدایت این پهپاد توسط مراکز قابل حمل کنترل زمینی از راه دور انجام پذیر می‌باشد. قدرت پیشرانه این هواپیما توسط یک موتور پیستونی با مصرف سوخت بنزین سوپر تأمین می‌شود که این خود در کاهش هزینه‌های عملیات تأثیر بسزایی داراست.
با نصب موشک‌های هدایت پذیر سدید که خود طراحی و ساخته سازمان هوا فضای سپاه پاسداران است بر روی این پهپاد، هواپیمای بدون سرنشین شاهد ۱۲۹ می‌تواند اهداف مورد نظر را در حوزه عملیاتی خود مورد اصابت قرار دهد.
سرتیپ امیر علی حاجی‌زاده در یک برنامه تلویزیونی گفت برد عملیاتی شاهد ۱۲۹، ۱۷۰۰ الی ۱۸۰۰ کیلومتر و سقف پروازی آن ۲۴ هزار پا است.
«شاهد ۱۲۹» توانایی حمل هم‌زمان ۸ بمب یا موشک هوشمند سدید، ساخت سپاه پاسداران انقلاب اسلامی را دارد و برای اهداف ثابت و متحرک طراحی شده‌است. دقت در هدف‌گیری با شعاع عملیاتی هزار و ۷۱۱ کیلومتر و ۲۴ ساعت مداومت پروازی با یک بار سوختگیری از ویژگی‌های این هواپیمای بدون سرنشین رزمی ایرانی است و هر فرودگاهی می‌تواند محل نشست و برخاست شاهد ۱۲۹ باشد. سقف پروازی این پهپاد ۲۴ هزار پاست که با ایستگاه‌های کنترل قابل حمل زمینی در ارتباط بوده و می‌تواند با هزینه بسیار پایین پرواز کند.

## رونمایی و تولید انبوه
در تاریخ ۱۳ تیر ماه ۱۳۹۱ در رزمایش پیامبر اعظم ۷ نخستین پرواز عملیاتی پیش‌نمونه شاهد ۱۲۹ مجهز به ارابه فرود ثابت و فاقد قابلیت حمل سلاح، بر فراز منطقه رزمایش و سایت پرتاب موشک‌های بالستیک نیروی هوافضای سپاه در کویر لوت انجام شد. این پهپاد فیلم پرتاب موشک‌های بالستیک را به‌طور زنده به تهران مخابره کرد.
در هفته دفاع مقدس همان سال در یک برنامه تلویزیونی دربارهٔ دستاوردهای نظامی ایران، صحنه‌ای از پرواز شاهد ۱۲۹ بدون ذکر نام آن به نمایش درآمد. یک سال پس از آن در مهر ماه سال ۱۳۹۲، فرمانده وقت سپاه، عزیز جعفری رسماً از پهپاد شاهد ۱۲۹ رونمایی کرد و دستور تولید انبوه آن صادر شد.
پس از رونمایی در مهر سال ۱۳۹۲ ابتدا سالی چهار فروند شاهد ۱۲۹ تولید شد بنابراین بین سال ۱۳۹۲ تا ۱۳۹۴، هشت فروند شاهد ۱۲۹ تحویل گردید. برخلاف برنامه‌ریزی اولیه، هرگز امکان استفاده موشک هوا به سطح سدید ۳۶۱ یا فتح ۳۶۲ برای شاهد ۱۲۹ فراهم نشد، علت ناکامی در طراحی و ساخت یک لانچر مناسب برای حمل این موشک‌ها در زیر بال‌های شاهد بود و همچنین ناتوانی در حل مشکلات هدف‌گیری و هدایت موشک.
در عوض متخصصان صنایع هوایی شاهد اقدام به طراحی و ساخت نمونه‌ای از موشک سدید ۳۶۱ نمودند که همانند بمب هوشمند هدایت تلویزیونی، می‌توان آن را ضد اهداف زمینی متحرک و غیر متحرک به کار گرفت. این بمب هوشمند فاقد راکت موتور، سدید ۳۴۱ نام گرفت. وقتی باله‌های پایدارکننده در طرفین آن نصب شد، سدید ۳۴۵ نام گرفت و تبدیل به سلاح اصلی شاهد ۱۲۹ شد.

## در سوریه
نخستین بار در فرودین ماه سال ۱۳۹۳، دستور اعزام دو فروند پهپاد شناسایی رزمی شاهد ۱۲۹ به سوریه صادر شد. هر دو فروند به همراه ایستگاه کنترل زمینی (GCS)، خلبانان، کاربران سنسور و نفرات فنی به همراه لوازم یدکی با یک فروند ایلیوشین ۷۶ از پایگاه قدر در فرودگاه مهرآباد تهران به فرودگاه بین‌المللی دمشق منتقل شدند.
پهپادهای شاهد ۱۲۹ و ایران تاکنون بیش از 800 عملیات موفق ضد داعش و جبهه النصره انجام داده‌اند.
سه فروند شاهد ۱۲۹ دیگر در سال ۱۳۹۴ و ۱۳۹۵ به سوریه منتقل شدند. دو فروند نیز بر اساس تجارب عملیات‌های قبلی ارتقا یافته و اصلاح شده بودند. این پهپادها بر اساس تصاویر ماهواره‌ای در پایگاه هوایی تیاس و پایگاه هوایی حمات نیروی هوایی سوریه مستقر شده‌اند. از تابستان سال ۱۳۹۵ تاکنون شاهد ۱۲۹ مأموریت‌های گشت مسلح هوایی انجام می‌دهد و هر پهپاد مجهز به دو یا چهار فروند بمب هدایت‌شونده سدید ۳۴۵ است. در این پهپاد از موتور روتکس (Rotax 914) استفاده شده‌است.
به گفته امیرعلی حاجی‌زاده فرمانده نیروی هوافضای سپاه این پهباد ۸۰۰ سورتی پروازی انجام داده‌است و به صورت ۲۴ ساعته بر روی آسمان سوریه حضور داشته و اطلاعات جمع‌آوری شده توسط این پهپاد در اختیار نیروهای مقاومت و یگان‌های هوایی و توپخانه سوری‌ها و روس‌ها هم قرار گرفته‌است.

## سرنگونی توسط آمریکا
۱۸ خرداد ۱۳۹۶ یکی از این پهپادها مأموریت داشت از نیروهای لواء باقر (متشکل از نیروهای عشیره البکاره حلب) در گذرگاه مرزی تنف پشتیبانی کند، پس از اینکه خلبان و اپراتور سنسور و سلاح شاهد ۱۲۹ یک بمب سدید ۳۴۵ روی نیروهای عملیات «راه حل اساسی» رها کردند اما این بمب منفجر نشد و به نیروهای آمریکایی و متحدین آن‌ها آسیبی وارد نشد. این پهپاد، ساعتی بعد، هدف موشک یک فروند اف-۱۵ ای (به انگلیسی: F-15E) از اسکادران جنگنده ۴۹۲ نیروی هوایی ایالات متحده مستقر در پایگاه هوایی لیکن‌هیث (به انگلیسی: Lakenheath) انگلستان (که بعد مأمور در قطر شد) قرار گرفت.
دوازده روز بعد، دوباره یک فروند شاهد ۱۲۹ در ساعت ۱۲:۴۰ بامداد ۲۰ ژوئن (مصادف با ۳۰ خرداد) در حالی‌که به شکل مشابهی در حال نزدیک شدن به نیروهای آمریکایی بودند پیش از این‌که به فاصلهٔ مناسب پرتاب بمب برسد، هدف موشک اف-۱۵ نیروی هوایی آمریکا قرار گرفت و سقوط کرد. دو روز قبل از این واقعه همین پهپاد در حمله موشکی از پایگاه پنج پله کرمانشاه به شهر میادین در استان دیر الزور سوریه برای شناسایی اهداف و همچنین تهیه فیلم از لحظه برخورد موشک‌های ذوالفقار به‌کار گرفته شده بود.

## در مرزهای شرقی ایران
در روز ۱۷ فروردین ۱۳۹۴، یک تیم از گروه جیش العدل در منطقه نگور از خاک پاکستان وارد مرزهای ایران شدند و پس از کشتن هشت مرزبان ایرانی به پاکستان فرار کردند. بلافاصله بعد از آن قرارگاه سلمان نیروی زمینی سپاه پاسداران انقلاب اسلامی در سراوان، دو فروند شاهد ۱۲۹ و ایستگاه کنترل زمینی آن را به پایگاه دهم شکاری برادران دلحامد نیروی هوایی ارتش (نهاجا) در کنارک، چابهار منتقل کرد.
ماموریت‌های شناسایی رزمی ۲۴ ساعته این پهپادها بر فراز مناطق مرزی شرقی ایران موجب ناخشنودی دولت پاکستان شد و در تاریخ ۱۹ ژوئن ۲۰۱۷ (۲۹ خرداد ۱۳۹۶)، فرمانده اسکادران دوم نیروی هوایی پاکستان با یک تیر موشک هدایت حرارتی سایدویندر شلیک شده از یک جی‌اف-۱۷ تاندر یکی از این پهپادها را در منطقه پنجگور منهدم کرد. گفته می‌شود این پهپاد ۳ یا ۴ کیلومتر وارد خاک پاکستان شده‌است.

## نسخه دریایی
در ۱۶ آذرماه ۱۳۹۸ نمونه دریایی این پهپاد به نام سیمرغ با حضور امیر دریادار حبیب‌الله سیاری معاون هماهنگ‌کننده ارتش و امیر دریادار حسین خانزادی فرمانده نیروی دریایی در منطقه سوم نبوت نداجا در کُنارک رونمایی شد.

## نگارخانه

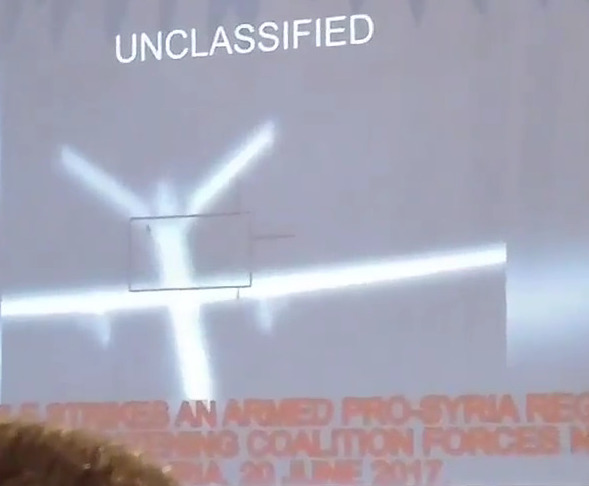
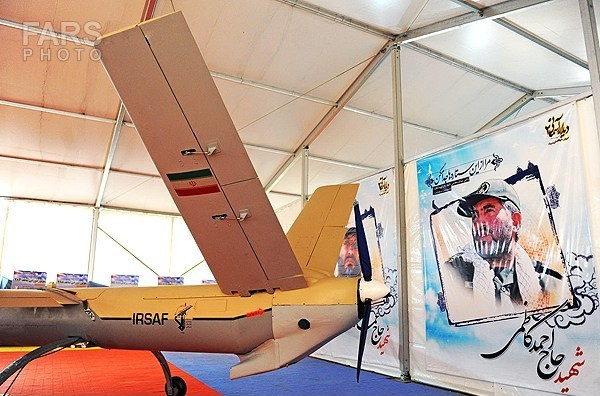
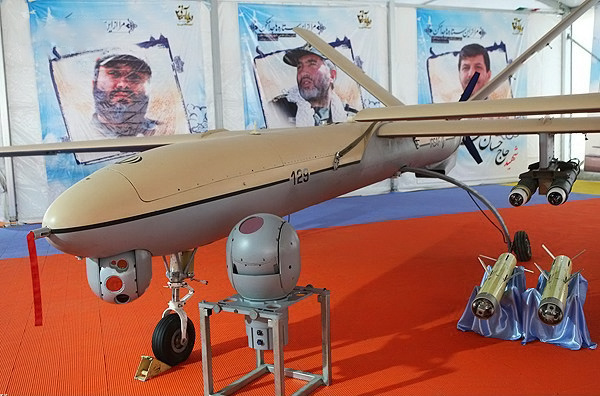
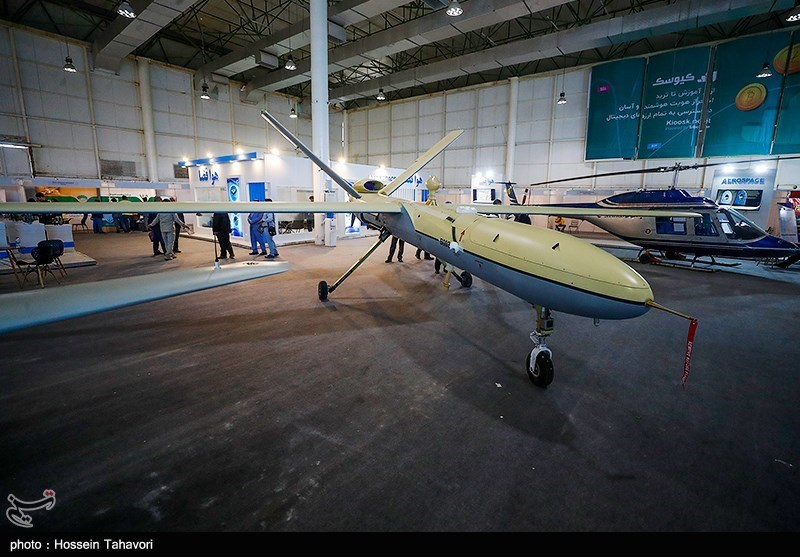
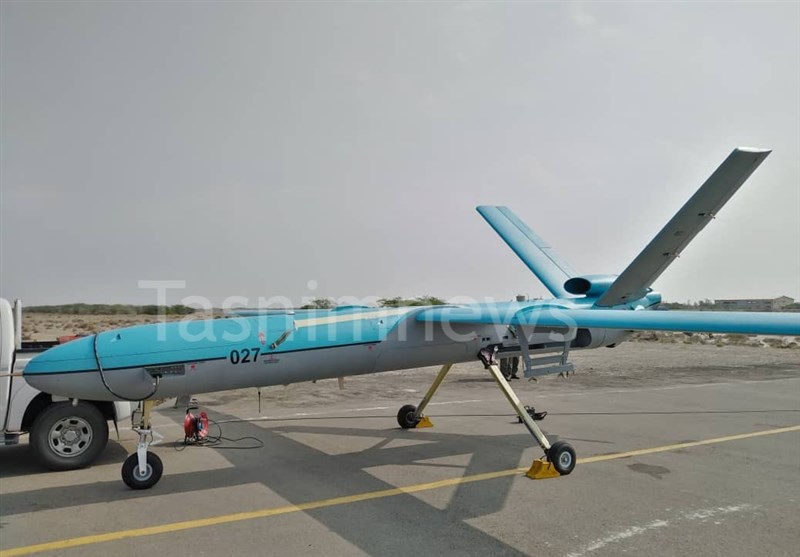
شاهد ۱۲۹ دریایی